# Masdevallia dubbeldamii
Masdevallia dubbeldamii är en orkidéart som beskrevs av Carlyle August Luer och Sijm. Masdevallia dubbeldamii ingår i släktet Masdevallia och familjen orkidéer. Inga underarter finns listade i Catalogue of Life.